# Château de Brie (Champagnac-la-Rivière)
Pour les articles homonymes, voir Château de Brie.
Le château de Brie est un château situé à Champagnac-la-Rivière, en France.

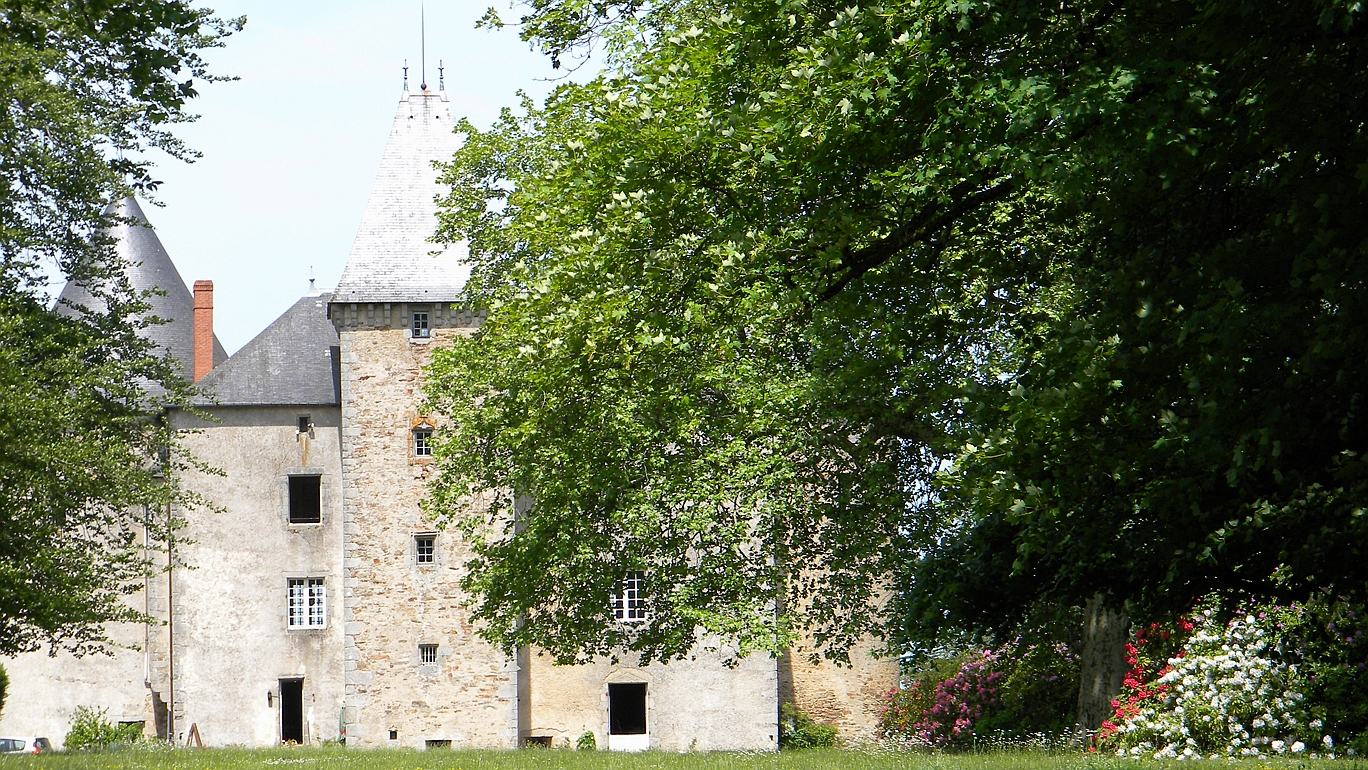

## Localisation
Le château est situé dans le département français de la Haute-Vienne, sur la commune de Champagnac-la-Rivière, près du hameau de Brie.

## Histoire
Les de Brie, qui étaient des militaires, seraient arrivés de Dordogne vers 1250 sous le nom de Boschaud, devenant plus tard «Boschaud de Brie», ce nom venant probablement de la colonisation romaine du Limousin, où les terres étaient partagées entre les soldats.
Déjà habité en 1275, le 22 janvier 1484, le vicomte Jean de Rochechouart donne permission à son fidèle Jean (Boschaud) de Brie, écuyer, seigneur de L'Hostel — repaire ou hébergement noble à Brie, situé dans la Vicomté de Rochechouart, paroisse de Champagnac-la-Rivière — de réédifier au même endroit une maison forte avec tours, tourelles (tournelles), créneaux (craneux), mâchicoulis (machecoulx), pont-levis, fossés, à l’occasion de son mariage avec Jeanne de Hautefort le 5 mars 1485.
La Guerre de Cent ans étant terminée, les châteaux d'habitation firent leur apparition, tout en gardant les tours, les meurtrières, mais en y ajoutant de grandes ouvertures. À l'emplacement du château devait probablement se trouver une ancienne construction fortifiée médiévale, comme semblent le démontrer d'anciennes fondations en granit découvertes dans les caves. La Guerre de 100 ans se termine vers 1453 et le château ou « maison forte » sera construit en 1484.
La Maison Forte possède une large porte d'entrée ouvragée surmontée d'une inscription en latin : « Le château de Brie édifié en l'année du Seigneur 1484, dévasté en l'an 1793 et réparé en 1845 par Stéphane Bouland ». À l'entrée, une salle basse voûtée, ouvrant sur les caves : dans celles-ci, voûtées également, se trouvent les restes de murs droits en granit, attestant d'une ancienne construction. Un escalier à vis constitué de 84 marches de granit de 1,50 mètre de long, dont l'ascension est couronnée par une voûte en palmier de pur style gothique flamboyant ; il ouvre sur deux portes à chacun des trois étages. Un dernier escalier, plus petit, logé dans l'épaisseur du mur, mène à la chambre dite « de la pucelle », située sous le grenier. Il est à noter une curiosité amusante : la tour carrée renferme un escalier cylindrique alors que les tours rondes abritent des pièces carrées. Au premier étage du corps de bâtiment, les parquets sont d'époque, en chêne.
À l'extinction de la famille Boschaud de Brie par le dernier mâle, le bien est vendu en 1545 à la famille « Chouly de Permangle » de Saint-Yrieix. Durant deux siècles, entre 1545 et 1740, plusieurs noms apparaissent, vraisemblablement des membres de la famille, car vers 1750, nous retrouvons les noms de « Chouly de Permangle » et de « Vassan » comme détenteurs de Brie. Mademoiselle de Vassan de Sauvebœuf, très riche héritière (3), possédait un vaste territoire depuis Pierre-Buffière jusqu'à Saint-Junien, pratiquement la moitié de la Haute-Vienne, soit plusieurs milliers d'hectares, ainsi que les baronnies de Pierre-Buffière, de Chéronnac et de Saint-Mathieu et du Château de Sauvebœuf en Dordogne dont elle porte le titre de Marquise. Elle épouse par la suite Victor Riqueti de Mirabeau. Le couple donne naissance à Mirabeau, baron de Pierre-Buffière, célèbre tribun de la Révolution. M. de Mirabeau père dépense sans compter une grosse partie de la fortune de son épouse dont il était devenu le tuteur. À la suite d'une plainte à la Cour, elle récupère l'usage de sa fortune. » « Après la Révolution, les propriétés ayant perdu de leur valeur, se sont trouvées plus ou moins à l'abandon. M. Bouland, homme d'affaires à Paris qui avait prêté de l'argent aux Permangle, a monté un dossier et a demandé à Napoléon de déclarer leur faillite. Brie a été vendu par le Tribunal de Rochechouart à M. Bouland qui l'a ensuite revendu à l'un de ses fils, Stéphane Bouland, Consul du Roi de Sardaigne à New-York, qui avait fait fortune en Amérique. Ce dernier a remis Brie en état. Sa fille, Céline Bouland, créole issue de la Martinique, a épousé M. Adolphe de La Tour.
Le Château de Brie appartient toujours aux descendants de la Famille Bouland, les Comtes Pierre et Florence du Manoir de Juaye.
Entre la façade du château et la grille d'entrée du parc, se trouve une grange médiévale fortifiée antérieure à la «maison», bâtie sur une motte qui se trouvait à l'époque au milieu d'un étang de 1 000 m2. C'est un bâtiment qui servait autrefois de lieu de garnison ou de refuge pour la population. Il est fortifié par deux échauguettes (ou poivrières) et 13 meurtrières. Il existe également une deuxième interprétation, à savoir que cette grange aurait pu servir lors des guerres de religion afin de recueillir les redevances, les Brie pouvant être chargés de les collecter pour eux-mêmes ou pour les vicomtes de Rochechouart dont ils dépendaient. Cette grange de 28 x 12,50 mètres, est inscrite à l'inventaire supplémentaire des Monuments historiques.

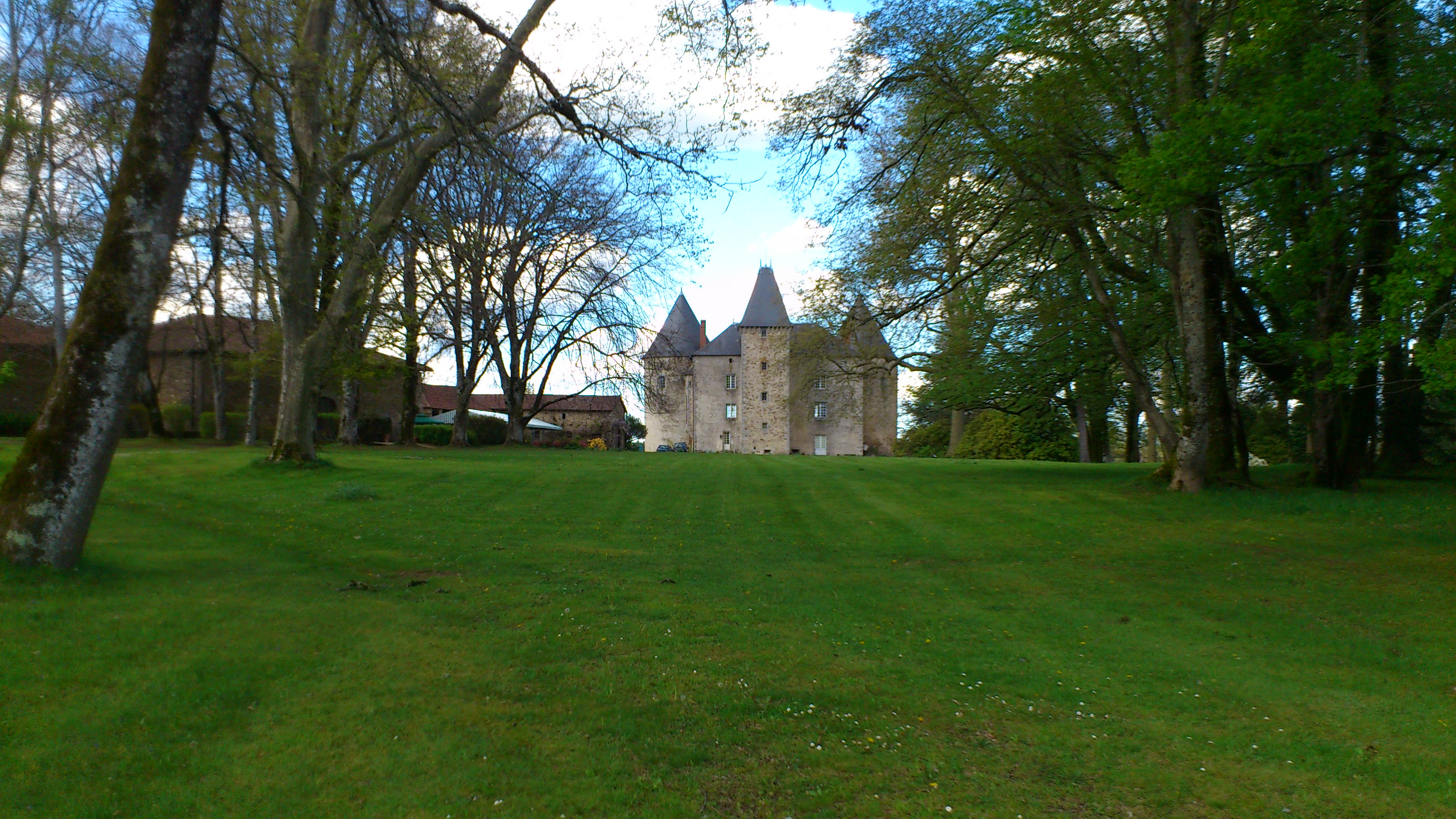
Vue depuis le fond du parc

## Photos

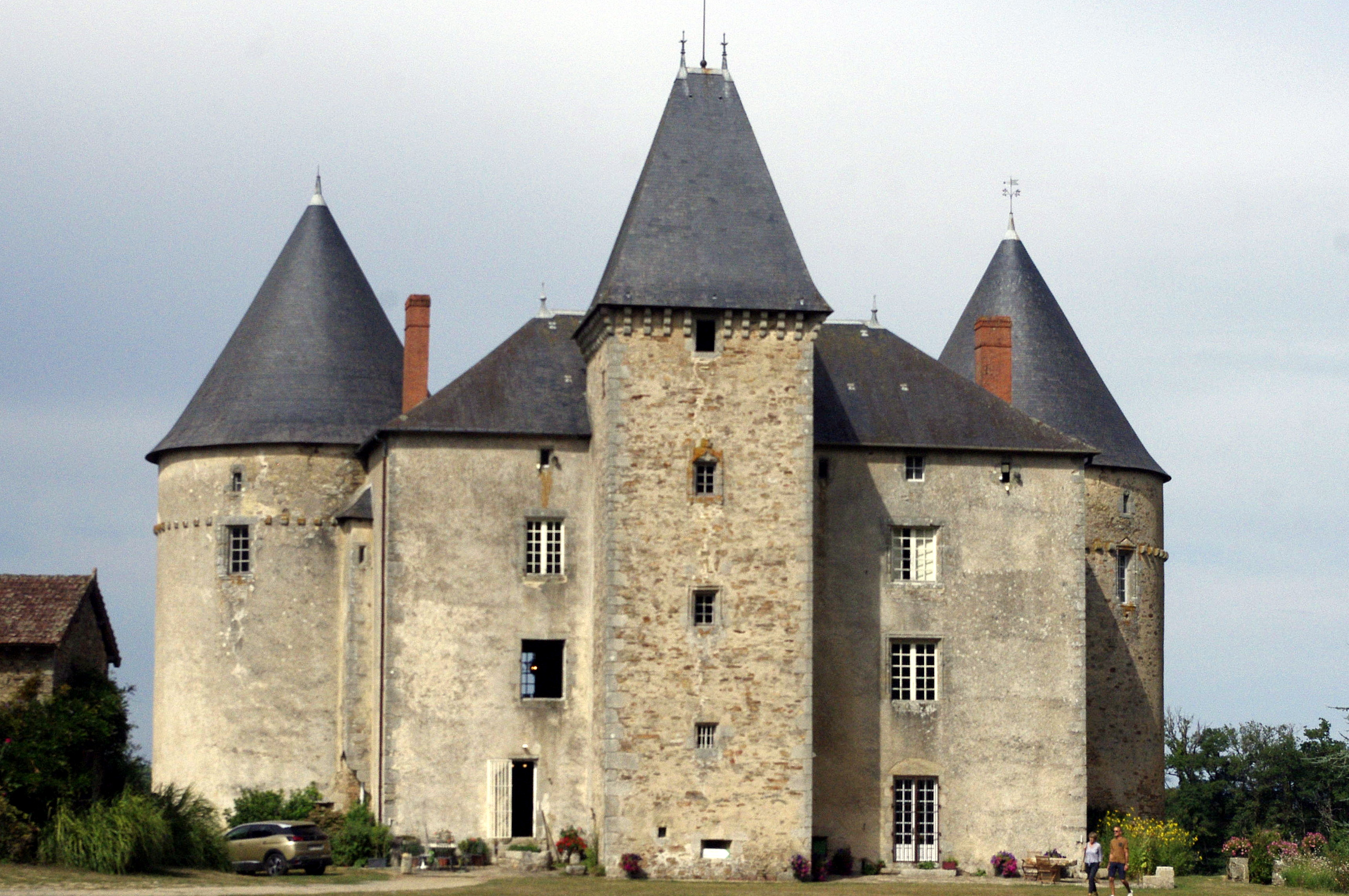
Façade du château
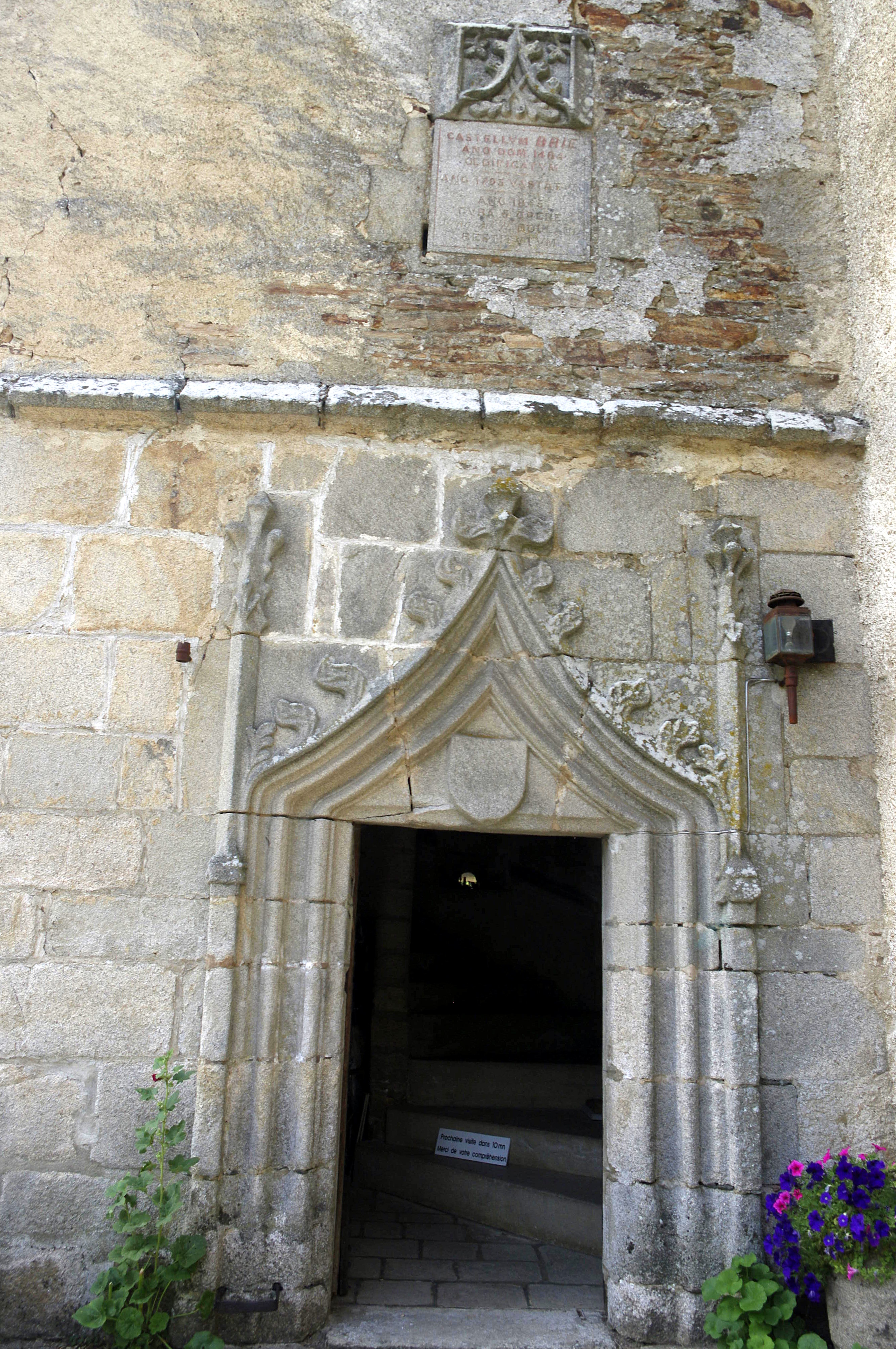
La porte d'entrée
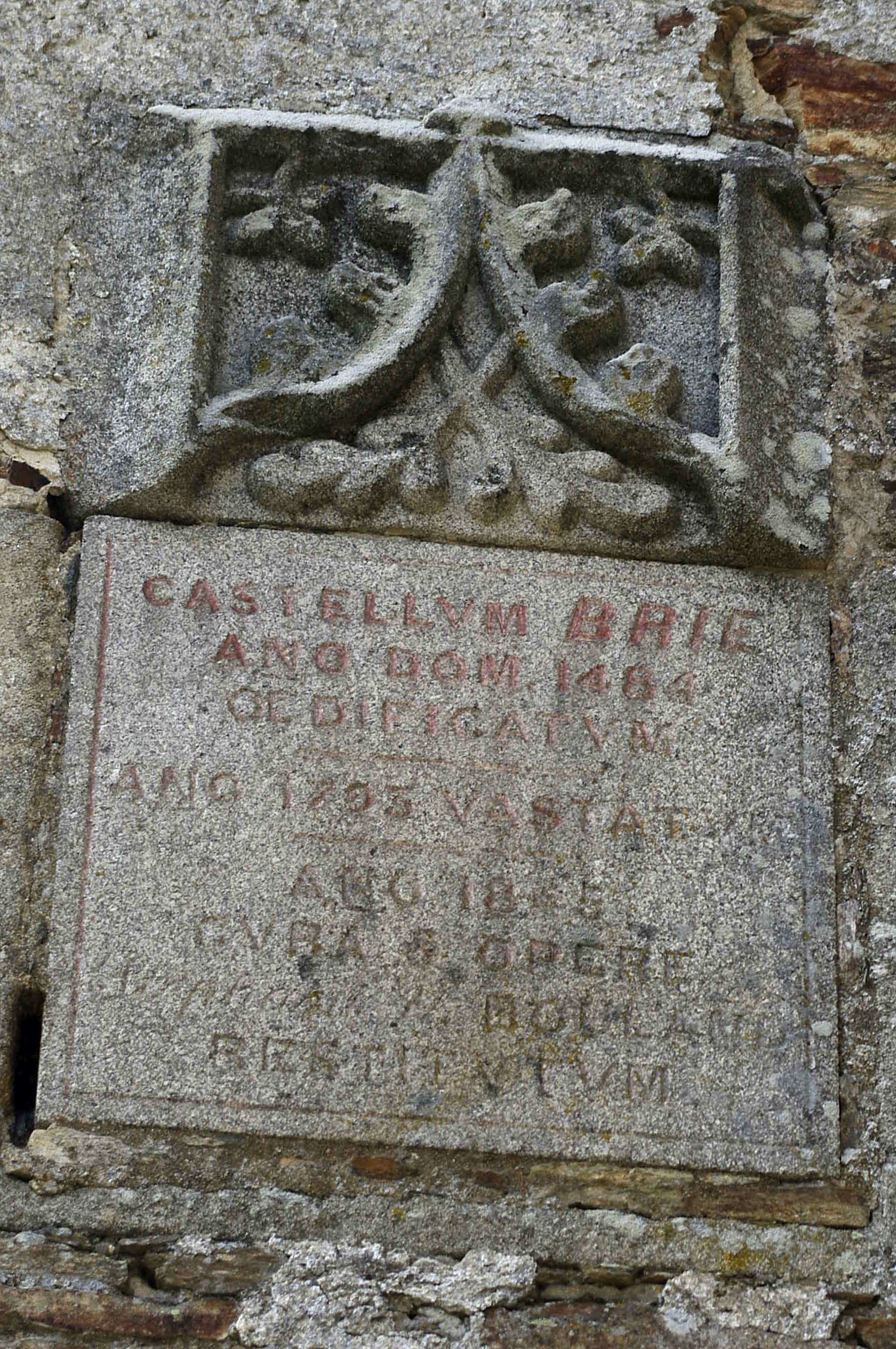
L'inscription au-dessus de la porte d'entrée
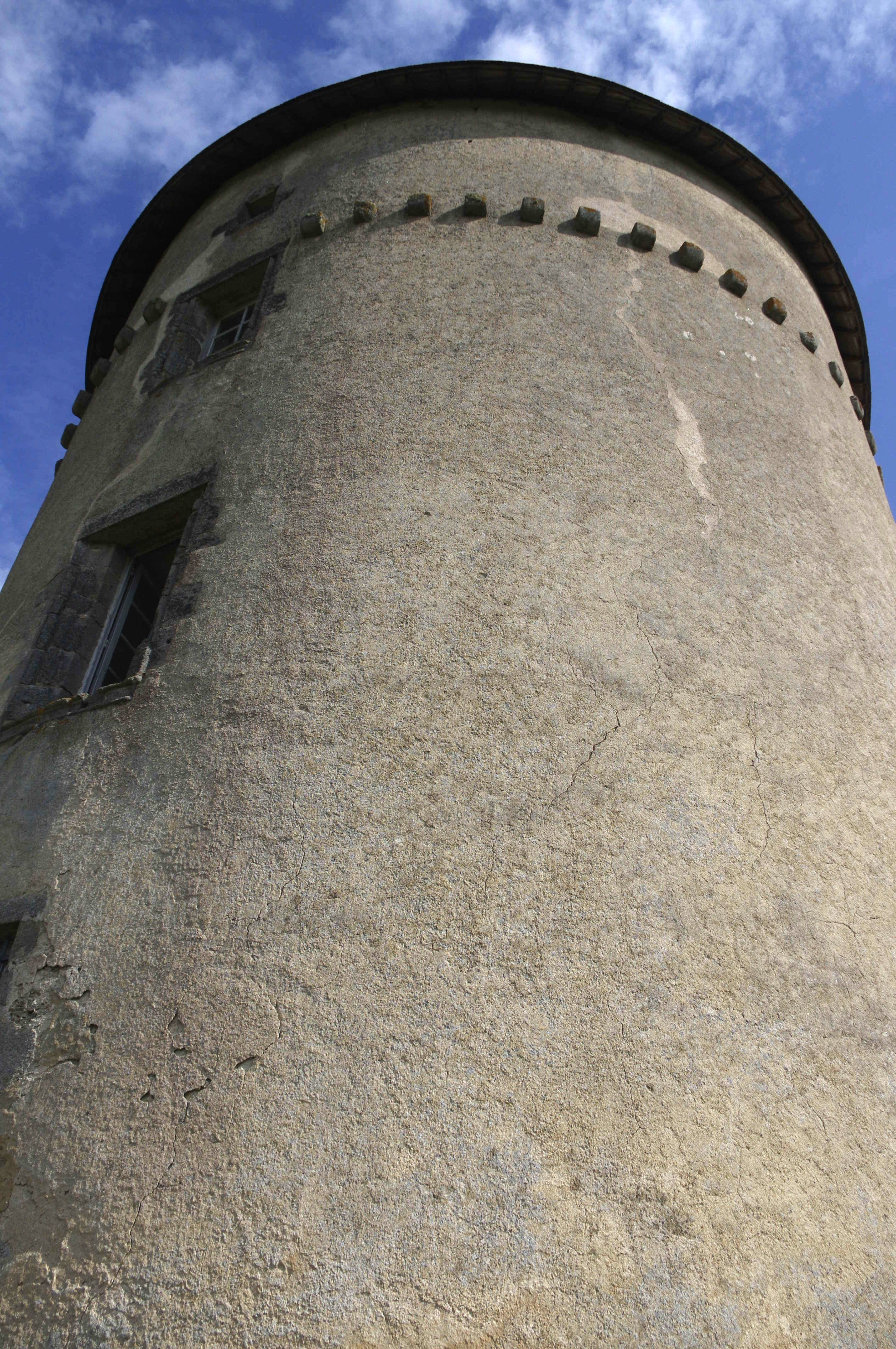
La tour ronde
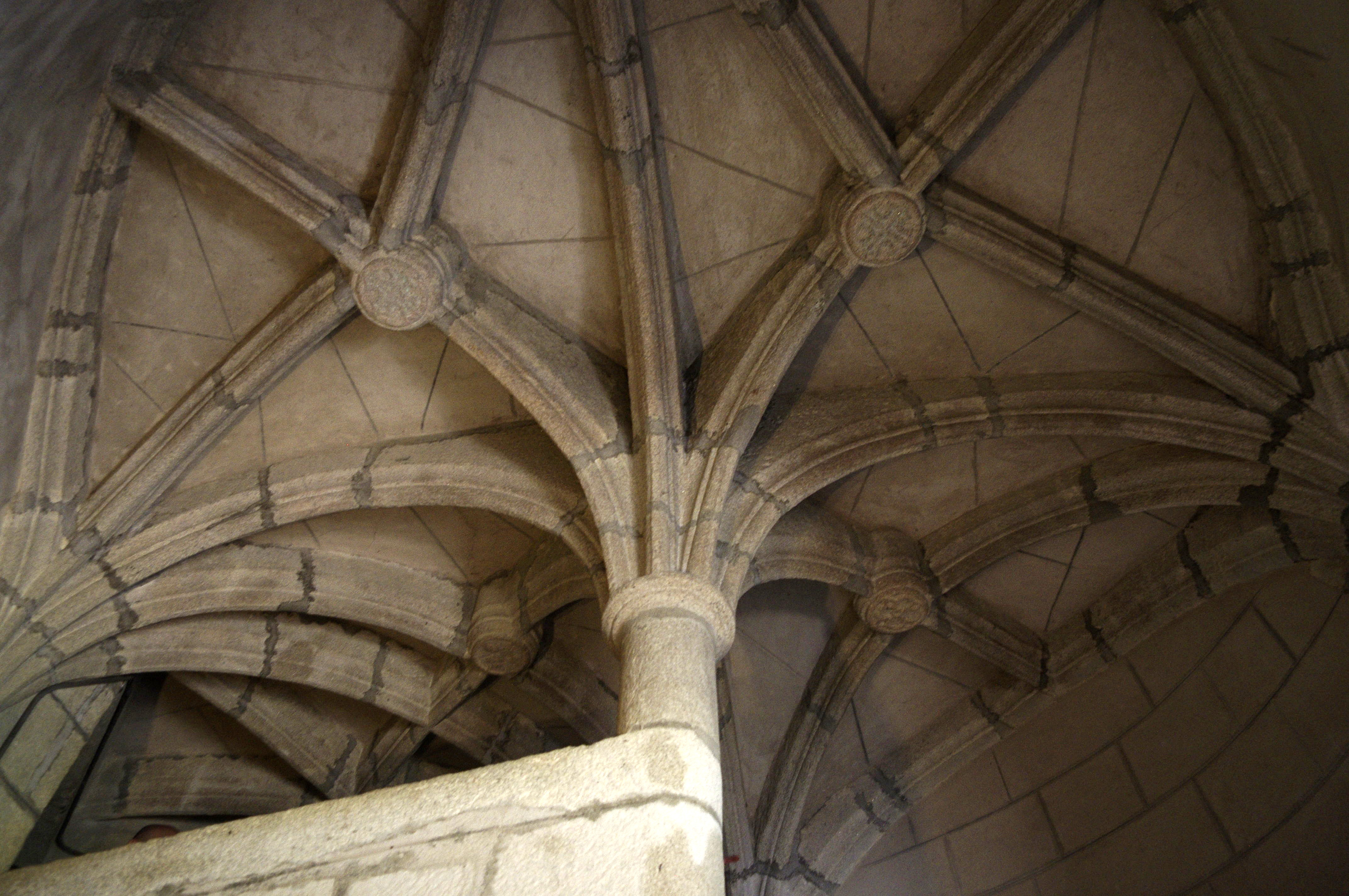
Le plafond de l'escalier
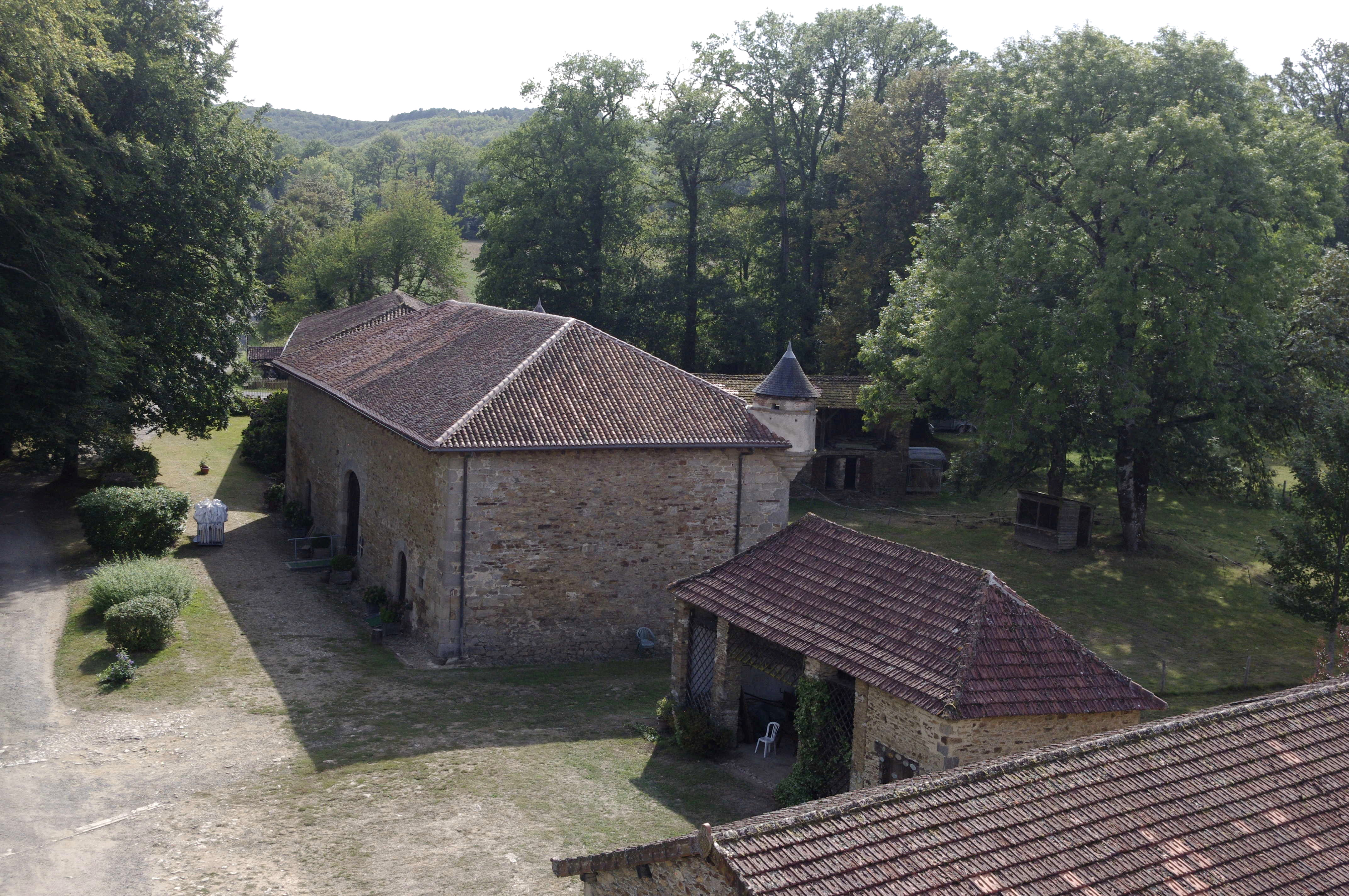
Poivrière de la Grange médiévaleVue sur la grange médiévale
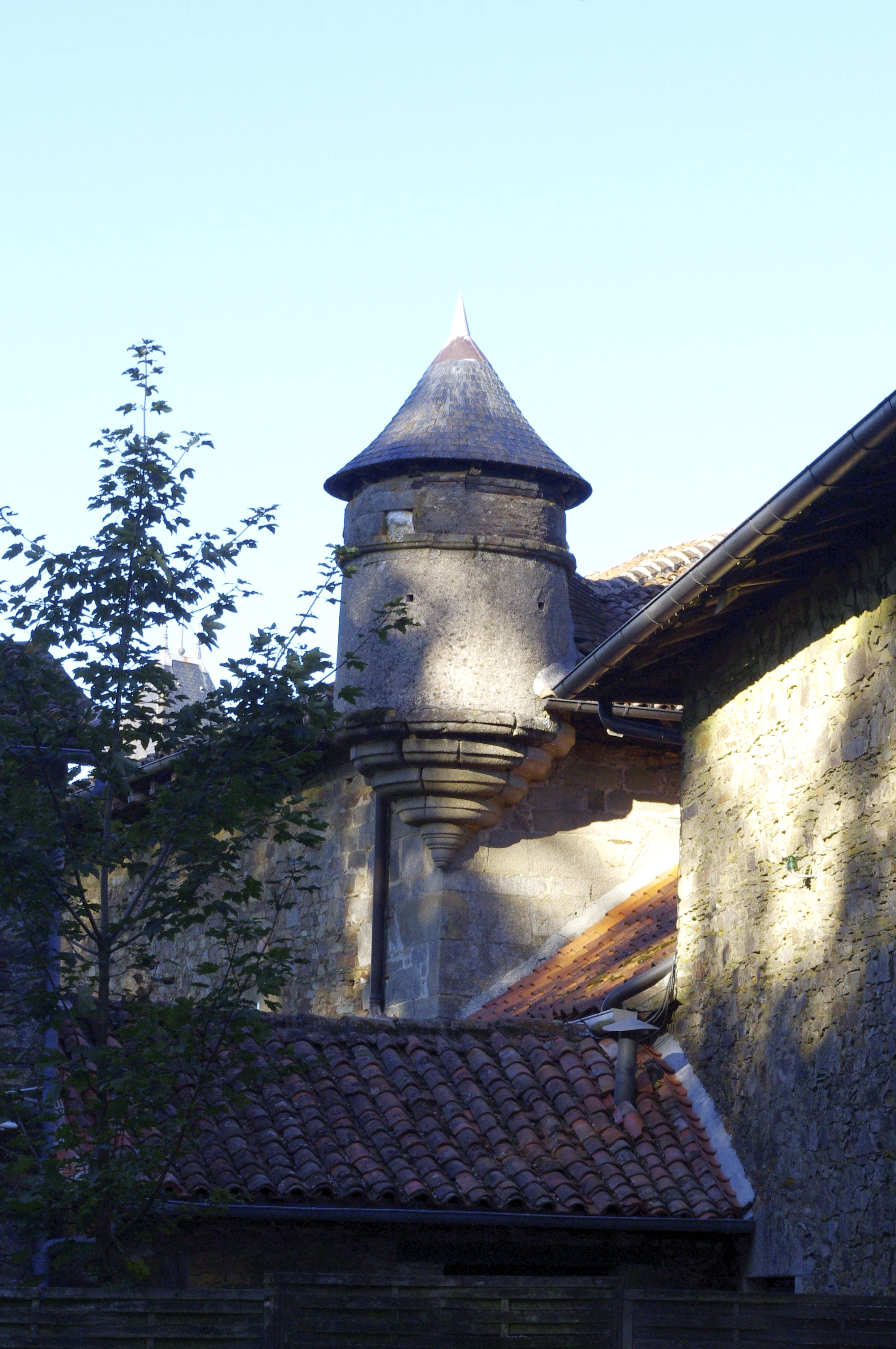
Détail de la grange
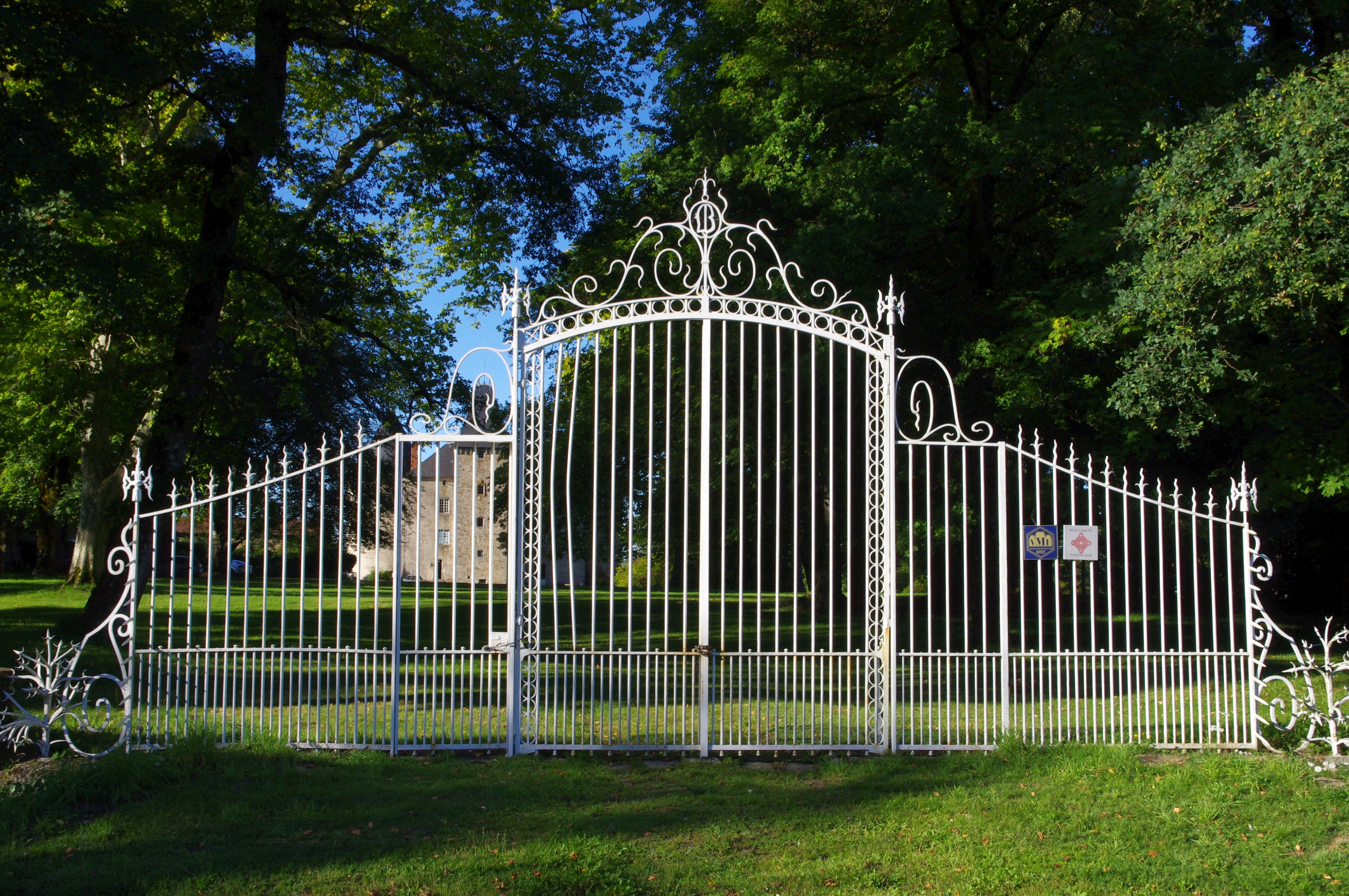
Portail